# Tuponia brevirostris

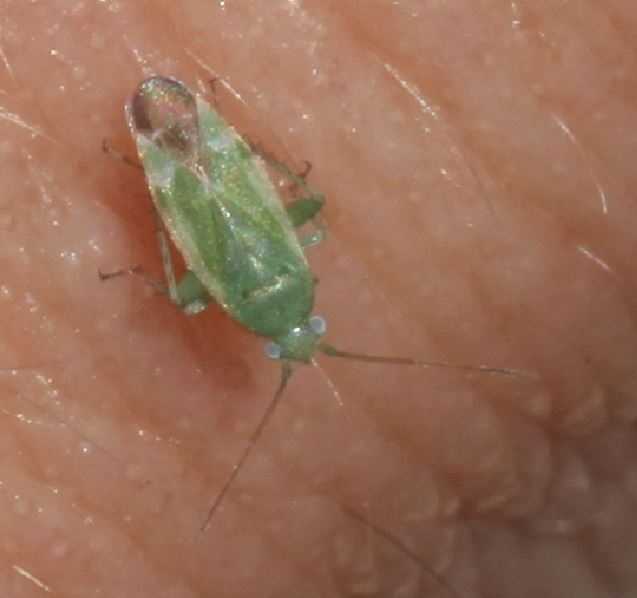
Tuponia cf. brevirostris

Tuponia brevirostris ist eine Wanzenart aus der Familie der Weichwanzen (Miridae).

## Merkmale
Die Wanzen werden 1,9 bis 2,6 Millimeter lang. Die Arten der Gattung Tuponia besitzen blasse Schienen (Tibien), die lange, dunkle Sporne tragen, die aus kleinen schwarzen Punkten entspringen. Tuponia brevirostris ist einheitlich grün gefärbt, wobei der Außenrand der Hemielytren blasser gefärbt sein kann und häufig weißlich ist. Die Spitze des Cuneus ist weiß.

## Vorkommen und Lebensraum
Die mediterrane Art ist von Südfrankreich bis in die Schwarzmeerregion und weiter östlich bis nach Zentralasien verbreitet. Sie wurde im Süden Englands eingeschleppt, wo sie erstmals 2001 in London nachgewiesen wurde und mittlerweile an der Südküste Englands verbreitet ist. Aus Deutschland ist die Art seit 2007 aus Rheinland-Pfalz nachgewiesen.

## Lebensweise
Die Wanzen saugen an Tamarisken (Tamarix) und Rispelsträuchern (Myricaria). Im Mittelmeerraum findet die Überwinterung als Ei statt und die adulten Tiere treten vermutlich in zwei Generationen von Mai bis September auf.

## Belege